# Желдіозек
Желдіозе́к (каз. Желдіөзек) — село у складі Уланського району Східноказахстанської області Казахстану. Входить до складу Аблакетського сільського округу.
Населення — 340 осіб (2021; 225 у 2009, 191 у 1999, 190 у 1989).
Національний склад станом на 1989 рік:
- казахи — 47 %
- росіяни — 47 %

До 2010 року село називалось Горняк, у радянські часи мало також назву Д. О. Горняк.